# Albert Barthélémy
Albert Barthelemy (Anor, 3 marzo 1906 – Fourmies, 26 novembre 1988) è stato un ciclista su strada francese.
Professionista dal 1928 al 1936, fu il primo vincitore del Grand Prix de Fourmies nel 1928, corsa di casa in cui ottenne oltre ad altre due affermazioni nel 1929 e 1930 anche un secondo posto nel 1932 e un terzo nel 1931.

## Carriera
Particolarmente adatto per le corse in linea si mise in luce in molte semi-classiche francesi. Su tutte spiccano, oltre al Grand Prix de Fourmies, l'altra gara di casa, la Parigi-Fourmies, vinta nel 1929 e conclusa sul gradino più basso del podio l'anno precedente. Nel 1929 fu secondo nella Parigi-Caen e nel 1931 vinse quattro tappe al Giro di Germania.

## Palmarès
- 1928

Grand Prix de Fourmies
- 1929

Grand Prix de Fourmies
Paris-Fourmies
- 1930

Grand Prix de Fourmies
Circuit des Ardennes
- 1931

7ª tappa Deutschland Tour
8ª tappa Deutschland Tour
11ª tappa Deutschland Tour
13ª tappa Deutschland Tour
- 1932

Parigi-Lille
Parigi-Rennes
1ª tappa Criterium des Aiglons
2ª tappa Criterium des Aiglons
Classifica generale Criterium des Aiglons
- 1933

Parigi-Bruxelles
- 1934

Circuit de la Valée de l'Aa

## Piazzamenti

### Grandi Giri
- Tour de France

1929: ritirato (9ª tappa)
1930: ritirato (10ª tappa)
1932: 49º

### Classiche monumento
- Parigi-Roubaix

1931: 20º